# ریسبورگ
ریسبورگ (به آلمانی: Riesbürg) یک شهر در آلمان است که در استالبکرایس واقع شده‌است. ریسبورگ ۲٬۳۱۹ نفر جمعیت دارد.